# 2008년 하계 올림픽 배구 남자 예선
2008년 하계 올림픽 배구 남자 예선 경기는 2007년 9월 1일부터 2008년 6월 8일까지 열렸다. 

## 예선
|  | 2008년 하계 올림픽 본선 자동 진출국 |
|  | 올림픽 세계 예선 진출국             |

## 개최국
- 중화인민공화국

## 2007 남자 배구 그랑프리
- 개최국:  일본
- 기간: 2007년 11월 18일 - 12월 2일
- 상위 3개 팀은 2008년 하계 올림픽 본선에 자동으로 진출했다.

| 순위 | 대표팀         |
| ---- | -------------- |
| 1    | 브라질         |
| 2    | 러시아         |
| 3    | 불가리아       |
| 4    | 미국           |
| 5    | 스페인         |
| 6    | 푸에르토리코   |
| 7    | 아르헨티나     |
| 8    | 오스트레일리아 |
| 9    | 일본           |
| 10   | 이집트         |
| 11   | 대한민국       |
| 12   | 튀니지         |

## 대륙별 예선

### 아프리카
- 개최지:  남아프리카 공화국 더반 톤가트 홀
- 기간: 2008년 2월 3일 - 9일
- 우승국은 2008년 하계 올림픽 본선에 자동으로 진출했다. 2위 팀은 올림픽 배구 세계 예선에 진출했다.

| 순위 | 대표팀            |
| ---- | ----------------- |
| 1    | 이집트            |
| 2    | 알제리            |
| 3    | 카메룬            |
| 4    | 튀니지            |
| 5    | 모로코            |
| 5    | 남아프리카 공화국 |
| 7    | 가봉              |
| 7    | 나이지리아        |
| 9    | 모잠비크          |
| 9    | 르완다            |

### 아시아 및 오세아니아
개최국 일본과 2007년 아시아 남자 배구 선수권 대회에서 일본을 제외한 상위 4개 팀이 세계 예선에 진출했다.

### 유럽
- 개최지:  터키 이즈미르 할카프나르 스포츠 홀
- 기간: 2008년 1월 7일 - 13일
- 우승국은 2008년 하계 올림픽 본선에 자동으로 진출했다.

| 순위 | 대표팀   |
| ---- | -------- |
| 1    | 세르비아 |
| 2    | 스페인   |
| 3    | 핀란드   |
| 3    | 네덜란드 |
| 5    | 독일     |
| 5    | 폴란드   |
| 7    | 이탈리아 |
| 7    | 튀르키예 |